# Wierzchołówka włochata
Wierzchołówka włochata (Laphria gibbosa) – gatunek muchówki z rodziny łowikowatych i podrodziny Laphriinae. Zamieszkuje lasy Europy i palearktycznej Azji.

## Taksonomia
Gatunek ten opisany został po raz pierwszy w 1758 roku przez Karola Linneusza pod nazwą Asilus gibbosus. W 1803 roku Johann Wilhelm Meigen umieścił go w nowym rodzaju Laphria jako jego gatunek typowy.

## Morfologia

### Owad dorosły
Muchówka o przysadzistym jak na przedstawiciela rodziny ciele długości od 15 do 27 mm. Ogólnym wyglądem upodobniona jest do trzmieli.
Głowę obficie porasta owłosienie barwy żółtawej do prawie białej. Nieliczne włoski barwy czarnej rosną tylko na krawędziach perystomu. Czułki mają pierwszy człon nie przekraczający długością dwukrotności członu drugiego, zaś człon trzeci z wierzchu płaski i na spodzie zaokrąglony, pozbawiony wyraźnego stylus antennalis, zamiast niego mający drobne sensorium osadzone w jamce.
Tułów jest czarny z brunatno opylonymi bokami. Owłosienie śródplecza jest głównie czarne, tylko na jego przedzie występują włosy żółte, co odróżnia ten gatunek od podobnych wierzchołówki żółtowłosej i wierzchołówki borealnej. Na owłosienie boków tułowia składają się przemieszane włoski żółte i czarne. Skrzydła mają wzdłuż żyłek przyciemnienia o brunatnym odcieniu. Kolor przezmianek jest ochrowożółty. Odnóża mają stopy z wierzchu porośnięte rudymi i czarnymi szczecinkami, a na spodzie rudym filcem. Uda i golenie przedniej pary mają na wierzchu owłosienie czarne, a na spodzie żółte. W odnóżach pary środkowej owłosieniu ud jest podobne, ale golenie owłosione są w całości żółto. Odnóża pary tylnej mają uda w całości owłosione czarno, a golenie owłosione czarno z żółtą kępką na spodzie nasady.
Odwłok jest czarny z brunatnymi tylnymi brzegami tergitów. Owłosienie tergitów od pierwszego do trzeciego jest odstające i czarne, zaś tergitów dalszych gęściejsze, przylegające i jasnożółte do srebrzystobiałych, co odróżnia ten gatunek od podobnych wierzchołówki żółtowłosej i wierzchołówki borealnej. Owłosienie sternitów jest miękkie i żółte.

### Larwa
Larwa ma odwłok o szczątkowych brodawkach bocznych, zwieńczony grubym, krótkim i na szczycie stępionym kolcem terminalnym oraz małą płytką terminalną. Płytka brzuszna jest trzykrotnie szersza niż długa.

## Ekologia i występowanie
Owad ten zasiedla lasy liściaste i mieszane. Larwy bytują w martwym drewnie (gatunek saproksyliczny) i ściółce, gdzie polują na inne owady. Owady dorosłe aktywne są od kwietnia do września. Spotyka się je na polanach, zrębach i przecinkach, gdzie polują na inne owady.
Gatunek palearktyczny. W Europie znany jest z Hiszpanii, Anglii, Francji, Belgii, Niemiec, Szwajcarii, Austrii, Włoch, Danii, Szwecji, Norwegii, Finlandii, Litwy, Polski, Czech, Słowacji, Chorwacji, Rumunii, Bułgarii, Serbii, Czarnogóry i europejskiej części Rosji. W Azji zamieszkuje Turcję, Zakaukazie, Kazachstan, zachodnią i wschodnią Syberię oraz Rosyjski Daleki Wschód. W Polsce jest gatunkiem rzadkim, choć dawniej był pospolity na nizinach.